# Коце Гочев
Коце Гочев - Содаджията или Адвоката (Авукатов, Адвукатов) е български революционер, деец на Вътрешната македоно-одринска революционна организация.

## Биография
Коце Гочев е роден в 1850 или 1855 година в град Щип, тогава в Османската империя. Работи като търговец на зърнени храни. Баща е на революционерите Пане Гочев и Георги Гочев. Присъединява се към ВМОРО и е член на щипския околийски комитет от 1906 година.
През 1910 година четата на Иван Бърльо избива шестима турци еснафи край града, след което мнозина щипяни са арестувани. При обезоръжителната акция на 21 февруари 1911 година младотурците обесват Пане Гочев в центъра на Щип, а Коце Гочев оставят в Щипския затвор.
През октомври 1915 година е арестуван от сръбските власти и е убит на 20 октомври.